# Октябрьское сельское поселение (Туапсинский район)
Октя́брьское сельское поселение — муниципальное образование в Туапсинском районе Краснодарского края России.
В рамках административно-территориального устройства Краснодарского края ему соответствует Октябрьский сельский округ.
Административный центр — посёлок Октябрьский.

## География
Муниципальное образование расположено, в отличие от основной части Туапсинского района, на северном склоне Главного Кавказского хребта. 
Площадь территории сельского поселения составляет — 452,13 км² и является крупнейшим по площади муниципальным образованием на территории Туапсинского района.  
Граничит с землями муниципальных образований: Георгиевское сельское поселение на юге, Шаумянское сельское поселение на северо-западе, Нефтегорское городское поселение на северо-востоке, Черниговское сельское поселение и Отдалённое сельское поселение на востоке. На юго-востоке земли сельского поселения примыкают к Лыготхскому сельскому округу муниципальному образованию город-курорта Сочи.
В западной части муниципального образования проходит основные дороги ведущие из Майкопа в Туапсе, через перевалы. Рельеф местности сильно пересечённый. Средние высоты на территории сельского поселения составляют около 250 метров над уровнем моря. Наивысшей точкой является гора Шесси (1839 м).
Гидрографическая сеть в основном представлена бассейнами рек Пшиш и Гунайка. которые принимают в себя множество маленьких речек, долины которых в регионе называются щелями. В поймах рек расположены различные водопады и пороги. 
Климат переходный от умеренного к субтропическому. Средняя температура колеблется от +3,5°С в январе, до +21,5°С в июле. Среднегодовое количество осадков составляет около 1000 мм. Наибольшее количество осадков выпадает в зимний период. 

## История
В 1993 году Октябрьский сельский Совет был упразднён и преобразован в Октябрьский сельский округ. 
В 2004 году в границах сельского округа в рамках организации местного самоуправления было образовано муниципальное образование со статусом сельского поселения.

## Население
| 2002  | 2010  | 2012  | 2013  | 2014  | 2015  | 2016  |
| ----- | ----- | ----- | ----- | ----- | ----- | ----- |
| 2947  | ↘2854 | ↘2851 | ↗2861 | ↗2866 | ↗2911 | ↗2932 |
| 2017  | 2018  | 2019  | 2020  | 2021  | 2023  |       |
| ↗2943 | ↘2936 | ↘2886 | ↘2857 | ↘2442 | ↘2413 |       |

Процент от населения района — 1.94 %
Плотность — 56.82 чел./км². 

## Населённые пункты
В состав сельского поселения (сельского округа) входят 7 населённых пунктов:
| № | Населённый пункт  | Тип населённого пункта | Население (чел.) | Доля от населения (%) |
| - | ----------------- | ---------------------- | ---------------- | --------------------- |
| 1 | Алтубинал         | хутор                  | ↗26              | 0,91 %                |
| 2 | Гойтх             | село                   | ↘450             | 15,77 %               |
| 3 | Гунайка Первая    | село                   | ↗13              | 0,46 %                |
| 4 | Гунайка Четвёртая | село                   | ↘169             | 5,92 %                |
| 5 | Октябрьский       | посёлок                | ↗1919            | 67,24 %               |
| 6 | Папоротный        | хутор                  | ↘74              | 2,59 %                |
| 7 | Терзиян           | село                   | ↘203             | 7,11 %                |